# Сахалінський Західний морський порт
Сахалінський Західний морський порт (рос. Сахалинский Западный морской порт) — стивідорна компанія в російському морському порту Холмськ. 
Найсучасніший в Сахалінській області та єдиний на Далекому Сході Росії спеціалізований порт з обслуговування нафтогазових проектів є відокремленим підрозділом СП ТОВ «Сахалін-Шельф-Сервіс».

## Історія

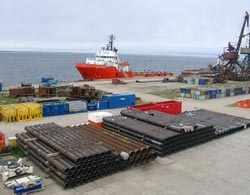
Оброблення вантажів

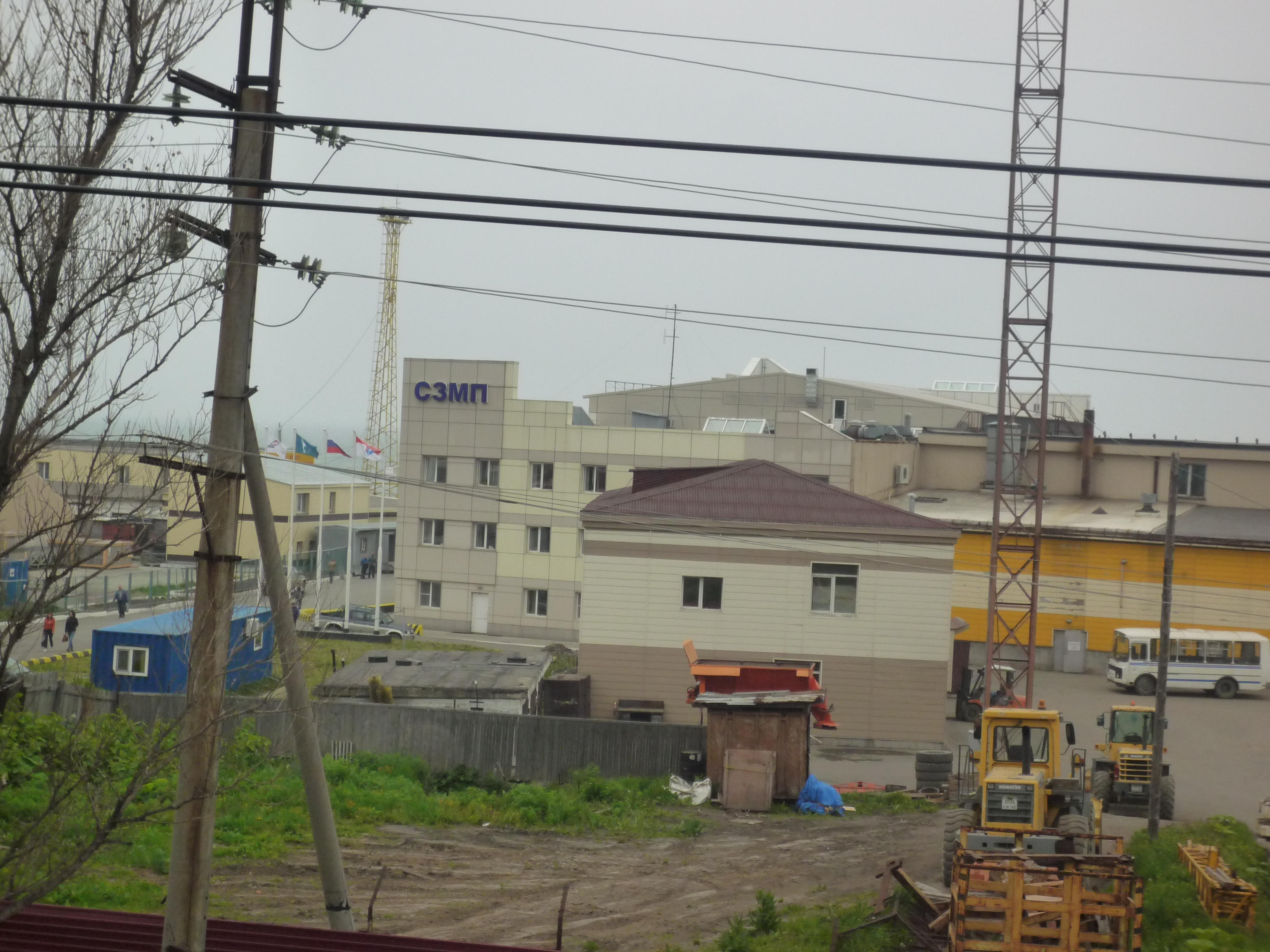
Офіс порту

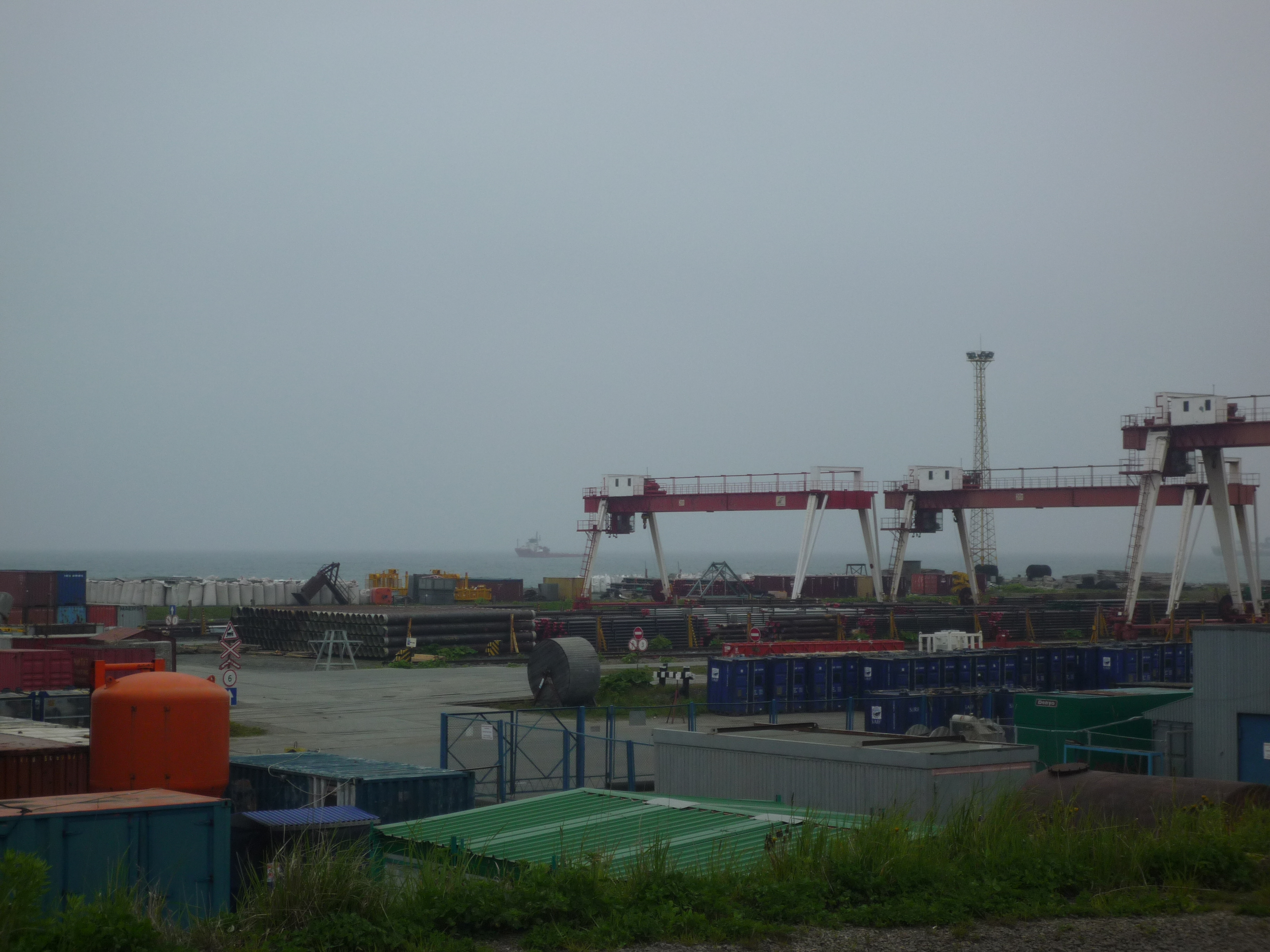
СЗМП займається обробкою вантажів для шельфових проектів

Рибний порт Маока був споруджений в 1920-ті роки. 
У радянські часи тут розташовувалося управління морського рибальського та звіробійного флотів (УМРЗФ), створене в 1963 на базі управління сейнерного флоту, яке, у свою чергу, було виділено з Невельської бази морського лову в 1959 році. 
У 1987 році на базі УМРЗФ виник Холмський морський рибний порт, до складу якого входили трикамерний холодильник місткістю 5000 тонн і 5 металевих одноповерхових складів. 
У 1990-і роки порт збанкрутував, портові будівлі занепали 
..
У 2002 році в тісній співпраці з «Sakhalin Energy» було організовано берегову базу постачання другої фази проекту «Сахалін-2» на базі колишнього Холмського морського рибного порту, який тоді перебував у стані банкрутства. 
За 1,5 року було проведено корінну реконструкцію порту: відремонтовано причали, виробничі приміщення, організовано днопоглиблювальні роботи, піднято затонули судна. 
Розширення та поглиблення вхідного каналу до 10 метрів дозволило приймати до причалів криголами-постачальники, які обслуговують шельфові проекти, та великі транспорти з вантажами. 
Модернізація такого важливого об'єкту транспортної інфраструктури Сахаліну проводилася без залучення будь-яких бюджетних коштів.
14 вересня 2003 року було прийнято перший вантаж труб для проекту «Сахалін-2» . 
Наступні 3 роки порт забезпечив безперебійне, якісне та безпечне приймання та обробку всього обсягу аналогічної продукції — понад 500 тис. тонн. Йшлося про будівництво транссахалінського нафтогазопроводу в рамках проекту «Сахалін-2» . З 2005 року СЗМП працює в режимі єдиної берегової бази постачання для проектів «Сахалін-1» та «Сахалін-2», з 2009 року «Сахалін-3» (Газфлот), обслуговуючи нові видобувні платформи.

## Опис

### Розташування
Сахалінський Західний морський порт розташований на західному узбережжі південної частини острова Сахалін, у вершині незамерзаючої затоки Невельського, сполучений з обласним центром залізницею та автомобільною дорогою. 
Для плавання суден він відкритий цілий рік. 
Складається з двох ковшів: Великого (Північного) та Малого (Південного). 
У Великому ковші розміщено власне СЗМП, у Малому ковші — судноремонтний завод ЗАТ «Сахалінремфлот». 
Сполучено залізницею зі станцією Холмськ-Північний.

### Причали порту
У Великому (Північному) ковші розташовані 8 універсальних причалів загальною довжиною 1080 м, глибина причалів 9 м. 
У Малому (Південному) ковші 16 універсальних причалів загальною довжиною 904 м з глибиною біля причалів 5,5 м 

### Устаткування порту
Перевантажувальне обладнання торговельного порту включає 2 портальні крани вантажопідйомністю від 30 до 60 т, 6 козлових кранів вантажопідйомністю від 20 до 32 т, мобільний кран вантажопідйомністю 90 т, 8 вилочних навантажувачів вантажопідйомністю від 1,5 до 25 т, 12 вантажівок.

### Складські приміщення порту
Для зберігання вантажів порт має криті і відкриті склади загальною площею відповідно 10,0 і 70,0 тис. м ² 
.

### Персонал порту
У порту зайнято 239 осіб, у тому числі 112 виробничого персоналу 
.

## Навігація
Порт відкритий для навігації цілий рік і доступний для будь-яких суден дедвейтом до 10 000 тонн. 
У Великий ківш порту можуть увійти транспортні судна довжиною до 130 м, шириною до 22 м і з осадкою до 8,0 м. 
Малий ківш доступний для суден з осадкою до 5,0 м.